# Golfová společnost
Golfová společnost (v anglickém originále Dead Putting Society) je 6. díl 2. řady (celkem 19.) amerického animovaného seriálu Simpsonovi. Scénář napsal Jeff Martin a díl režíroval Rich Moore. V USA měl premiéru dne 15. listopadu 1990 na stanici Fox Broadcasting Company a v Česku byl poprvé vysílán 28. května 1993 na stanici ČT1.

## Děj
Když Ned sleduje, jak Homer otráveně seká trávník, pozve ho do svého sklepení na pivo. Jakmile Homer vidí Nedův dobře zařízený dům a jeho perfektní vztahy s rodinou, rozzlobeně Neda obviní, že se předvádí, a Ned Homera požádá, aby odešel. Později se Ned cítí provinile kvůli svému výbuchu a napíše Homerovi omluvný dopis, v němž píše, že ho má rád jako bratra a cítí bolest ve své hrudi. Homer je Nedovou sentimentalitou pobaven a u snídaně dopis nahlas přečte. Bart a Líza se hluboce smějí, ale Marge je pokárá za to, že se Nedově upřímné omluvě vysmívají (i když se tomu v soukromí směje i ona). 
Homer vezme Barta a Maggie do zábavního centra na minigolf. Potkají tam Neda a jeho syna Todda a společně si zahrají golf. Bart a Todd se dozvědí o chystaném dětském turnaji v minigolfu a přihlásí se do něj. Přestože Todd je ve hře zkušený, Homer je přesvědčen, že Bart vyhraje. Řekne Bartovi, že není přípustné prohrávat, a nutí ho, aby se každý den patnáct minut zlostně díval na Toddovu fotografii. 
Bart pochybuje o svých golfových schopnostech poté, co vidí svou skromnou sbírku sportovních trofejí, a proto přijme Lízinu nabídku, aby mu pomohla trénovat. Líza přistupuje k úkolu jako zenový mistr a učí Barta meditovat. Zjistí, že golfové hřiště je založeno na jednoduché geometrii, a naučí Barta, jak dosáhnout nízkého paru. Homer uzavře s Nedem sázku o to, čí syn je lepší golfista: otec chlapce, jenž turnaj nevyhraje, poseká druhému otci trávník v nedělních šatech jeho ženy. 
V den turnaje Homer povzbuzuje Barta, aby za každou cenu vyhrál. Bart a Todd hrají dobře a po dosažení osmnácté jamky jsou vyrovnaní. Když si uvědomí, že jsou v golfu stejně zdatní, rozhodnou se pro remízu a rozdělí si cenu 50 dolarů. Ned navrhne, že to znamená, že jejich sázka je neplatná, ale Homer trvá na tom, že si oba musí navzájem posekat trávník v nedělních šatech svých žen, protože jejich sázka je formulována tak, jak je. Na chodníku se shromáždí obyvatelé sousedství, aby se jim vysmáli, ale Homer rád snese tu ostudu, aby Neda ponížil. K Homerově zděšení Ned ve skutečnosti rád seká trávník v manželčiných šatech, protože mu to připomíná jeho studentské bratrské časy.

## Produkce
Scénář k dílu napsal Jeff Martin a režíroval jej Rich Moore. Martin byl zkušeným hráčem minigolfu a většinu scén ve scénáři založil na vlastních zkušenostech. Části této epizody jsou také založeny na filmu Karate Kid (1984), včetně způsobu, jakým Bart trénuje na turnaj v minigolfu balancováním na popelnici v „pozici jeřábu“. Pro díl se animátoři vydali na exkurzi na místní minigolfové hřiště, aby prozkoumali mechaniku švihu golfovou holí. Moore to komentoval slovy, že důvodem je skutečnost, že velká část humoru v Simpsonových pochází z toho, že kulisy vypadají jako živé.
Tato epizoda byla první, v níž se výrazně objevil Ned Flanders a zbytek rodiny Flandersových, a obsahovala první vystoupení Maude a Roda Flandersových. Maggie Roswellová dostala roli Maude, Nedovy milující manželky, a touto epizodou se stala stálou členkou dabérského obsazení. Předtím dabovala vedlejší role v první řadě seriálu. Nancy Cartwrightová, hlas Barta, komentovala herecký výkon Roswellové takto: „Maggie byla obdařena schopností vytvořit jednu z nejtěžších věcí: ‚normální zvuk‘, ať už je to cokoli. Takže může snadno vklouznout do role holky od vedle.“.

## Přijetí
Díl se původně vysílal na stanici Fox ve Spojených státech 15. listopadu 1990. V původním americkém vysílání se epizoda umístila na 35. místě ve sledovanosti v týdnu od 12. do 18. listopadu 1990 s ratingem 14,3 podle Nielsenu, což odpovídá přibližně 13,3 milionu diváckých domácností. V tom týdnu se jednalo o nejsledovanější pořad na stanici Fox.
Po odvysílání epizoda získala pozitivní hodnocení od televizních kritiků. Doug Pratt, recenzent DVD a přispěvatel časopisu Rolling Stone, díl pochválil jako jeden z nejlepších z druhé řady. Poznamenal, že výzvy v minigolfu „jsou rozkošné, rozuzlení je velmi zábavné (…) a krása celého dílu spočívá v tom, že by stejně dobře mohl být epizodou v hraném televizním sitcomu, ačkoli drobné prvky fantazie, které umožňuje animace, zvyšují jeho komický dopad“. Dusty Sanders z Rocky Mountain News poznamenal, že název epizody je „vtipnější než obsah většiny televizních sitcomů“. Colin Jacobson z DVD Movie Guide uvedl, že „vzhledem k tomu, jak významnou postavou se Flanders stal, je zvláštní si uvědomit, že Golfová společnost byla prvním dílem, kde se výrazně objevil. V minulosti se již několikrát symbolicky objevil – zejména v první řadě v epizodě Volání přírody – ale Golfová společnost mnohem jasněji definovala Neda, kterého jsme poznali a milovali. Obsahoval také spoustu dobrých vtípků a gagů a vypadal jako solidní program.“
Autoři knihy I Can't Believe It's a Bigger and Better Updated Unofficial Simpsons Guide, Warren Martyn a Adrian Wood, poznamenali, že kromě „památné pasáže sekání trávy na konci je tato epizoda pozoruhodná tím, že poprvé vidíme křiklavou, bohabojnou nádheru, kterou je dům Flandersových“. Gregory Hardy z Orlando Sentinel díl označil za devátou nejlepší epizodu seriálu se sportovní tematikou. Odkaz na film Karate Kid označil Nathan Ditum z Total Filmu za 21. největší filmovou referenci v historii seriálu.